# Золпидем
Золпидем је релативно нов хипнотик из имидизопиридин класе. Овај лек се издаје на рецепт за краткорочне третмане инсомније, као и за неке врсте можданих поремећаја. Он је краткотрајни небензодиазепински хипнотик који потенцира γ-аминобутерну киселину (ГАБА), инхибиторни неуротрансмитер, путем везивања за ГАБАA рецептор на истој локацији као и бензодиазепини. За разлику од бензодиазепина, золпидем делује селективно само на омега рецепторе, због чега је лишен миорелаксантног ефекта. Он дејствује брзо (обично у току 15 минута) и има кратак полу-живот (2–3 сата). Храна успорава његову апсорпцију. Због свог кратког полуживота (око 2 часа) не узрокује дневну седацију. Нека од трговачких имена золпидема су: Adormix, Ambien, Ambien CR, Edluar, , , , , , , , , , , , , Zoldem, Zolnod, Zolpihexal,Zolsana i Belbien.
Није адекватно демонстрирано да је золпидем ефективан у одржавању сна. Његови хипнотички ефекти су слични ефектима лекова из бензодиазепин класе, мада је његова молекулска структура дистинктна. Флумазенил, антагонист бензодиазепин рецептора, који се користи код бензодиазепинског предозирања, може исто тако поврати седативне/хипнотичке ефекте и губљење меморије проузроковано золпидемом.
Кад се користи као антиконвулсант и релаксант мишића, корисни ефекти почињу да се јављају код доза које су 10 до 20 пута веће он дозе потребне за седацију. Из тог разлога, није одобрена употреба овог лека за релаксацију мишића или за превенцију епилептичких напада. Такво драстично повећане дозе може да проузрокује један или више негативних нуспојава, као што су халуцинације и амнезија.
Золпидем је један од често преписаних лекова за спавање, на пример у Холандији је издато 582,660 рецепата 2008. године. Патент на золпидем у САДу је држала Француска компанија Санофи Авентис. 23. априла 2007. ФДА је дозволила 13 генеричких верзија золпидем тартарата. Золпидем је доступан од неколико генеричких произвођача у Великој Британији. У Јужној Африци генерички лек производи Сандоз. У Немачкој, снабдевач је Ратиофарм.

## Индикације

### Инсомнија
Дозвољено је да се золпидем користи за краткотрајне (обично две до шест недеља) третмане инсомније. Он је проучаван за ноћну употребу у току периода не дужег од шест месеци у једноструко-слепом истраживању објављеном 1991. године, у једној отвореној студији која је трајала 180 дана објављеној 1992. године (са настављеном ефикасношћу код пацијената који су наставили да користе лек 180 дана после испитивања), и у отвореном 179-дневном испитивању објављеном 1993. Доказано је да је золпидем није ефективан у одржавању сна и он се више користи код проблема започињања сна.
Америчке ваздухопловне снаге користе золпидем као један од одобрених хипнотика који помаже пилотима и особљу на специјалним задацима да спава као облик подршке операционе спремности. Прелиминарни тестови су неопходни да би се издала ауторизација за употребу медикамената у операционој ситуацији.

### Повреда мозга
Тест студија извршена у универзитетској болници у Тулузу (Француска) користећи ПЕТ је показала да золпидем поновљиво побољшава функције мозга и покретљивост пацијената имобилисаних акинетичким мутизмом проузрокованим хипоксијом.
Недавно било поменут у неколико медицинских извештаја углавном у Уједињеном Краљевству да је золпидем узроковао буђење пацијената из перзистентаног вегетативног стања (ПВС), и да је драматично побољшао стање људи са можданим повредама. Резултати из фазе IIa испитивања су објављени 2007. godine. Испитивања је спровела компанија Реген Терапеутици из УК.

### Кома
Недавно је успостављена јака веза између золпидема и одређених случајева пацијената у минимално свесно коматозно стање доведених у пуно свесно стање. Док је он даван болесницима за које се сматрало да су у перманентној коми да би им се омогућило да спавају, лек их је заправо довео у потпуно свесно стање у ком су они били способни да комуницирају по приби пут после више година. ЦТ снимци су показали да употреба лека заправо драматично повећава активност фронталне стране мозга код неких пацијената у минимално свесном стању. Студије велике скале су у току да би се установило да ли то универзални ефекат код свих или већине пацијената у минимално свесном стању. Могуће је да је способност золпидема да стимулише мозак, посебно код семи-коматозних пацијената, повезана са једним од његових нуспојава, која понекад узрокује ходање у сну и друге активности у току сна, које изгледају као да су пуно свесне активности.

### Различите неодобрене индикације
Познато је да се золпидем некад користи у третману неодобрених индикација као што је синдром немирних ногу и као антиеметик.
Као што је случај са многим седативима/хипнотицима који се дају на рецепт, овај лек се некад употребљавају корисници стимуланата за смирење после употребе стимуланата као што су амфетамини [укључујући метамфетамин, кокаин, и МДМА (екстаза)].

## Нуспојаве
Веће дозе овог лека могу да резултују у разним нежељеним последицама: халуцинацијама, суманутошћу (халуцинацијама), слабом моторном координацијом или атаксија, потешкоће одржавања баланса, појачаним апетитом, појачаним либидом и немогућношћу сећања на догађаје за време дејства лека. Золпидем може да изазове психичку зависност ако се узима дуже време, због његове способности да успављује као и због еуфорије коју може да произведе.
Клиничка испитивања су установила да се након употребе золпидема пацијенти често слабо осећају, да су исцрпљени, и да су лоше воље.
Неки корисници узимају золпидем рекреативно због неких нуспојава, првенствено седације, халуцинација и еуфорије. Корисних постаје зависан од золпидема ако га употребљава дуго времена, због толеранције лека и физичке зависности или еуфорије коју лек некад може да произведе. Под утицајем лека, често се догоди да корисник узме већу количину од неопходне, било због заборављања да је пилула већ узета (старији корисници су посебно подложни овом ризику), или својевољног предозирања. Појава АмбијенЦР (золпидем тартарата са продуженим ослобађањем) у САД је обновила интерест за леком међу рекреативним корисницима.

## Механизам дејства
Као последица његовог селективног везивања, золпидем има веома слабе анксиолитичке, миорелаксантне и антиконвулсантне особине, али веома јаке хипнотичке особине. Золпидем се везује са високим афинитетом и дејствује као пун агонист α1 садржавајућег ГАБАA рецептора, он има око 10 пута нижи афинитет на рецепторе који садрже α2 - и α3 - ГАБАA рецептор под-јединице, и он нема приметан афинитет за рецептор који садрже α5 под-јединицу. ω1 тип ГАБАA рецептора су α1 садржавајући ГАБАA рецептори и ω2 ГАБАA рецептори су α2, α3, α4, α5 и α6 садржавајући ГАБАA рецептори. ω1 ГАБАA рецептори се првенствено налазе у мозгу, док ω2 рецептори се првенствено налазе у кичми. Из тог разлога се золпидем преференцијално везује за ГАБАA-бензодиазепин рецепторски комплекс у мозгу, и има низак афинитет за ГАБАA- бензодиазепин рецепторски комплекс у кичми.
Попут огромне већине молекула сличних бензодиазепинима, золпидем има афинитет за рецепторе који садрже α4 и α6 под-јединице. Золпидем позитивно модулира ГАБАA рецепторе, вероватно путем повећања афинитета ГАБАA рецепторског комплекса за ГАБА, без утицаја на десентизацију или интензитет струје. Золпидем увећава споро-таласни сан, и нема ефекта на стадијум 2 сна у лабораторијским тестовима.
Мета-анализа рандомизовано контролисаних клиничких испитивања која су поредила бензодиазепине са З-лековима као што су золпидем је показала да постоји неколико консистентних разлика измећу золпидема и бензодиазепина у смислу латенције почетака сна, тоталне дужине сна, броја буђења, квалитета сна, непожељних ефеката, толеранције, одскочне несанице, и дневне будности.

### Лек-лек интеракције
Фармакокинетика золпидема укључује приметне лек-лек интеракције са следећим лековима: хлорпромазин, флуконазол, имипрамин, итраконазол, кетоконазол, рафампицин, ритонавир. Интеракције са карбамазепином и фенитоинom се могу очекивати на основу њихових метаболичких путева али нису студиране. Интеракције измећу золпидема и циметидина и рантидина нису познате.